# Jutarnji list (1912—1941)
Jutarnji list је biо hrvatskа dnevnа novinа. Izlaziо је u Zagrebu od 28. februara 1912. do 13. aprila 1941. godine.

## Izvor
- Katalog Nacionalne i sveučilišne knjižnice u Zagrebu. URL:http://katalog.nsk.hr/